# Oklahoma Film Critics Circle Awards 2006
Na 1. ročníku udílení cen Oklahoma Film Critics Circle Awards byly předány ceny v těchto kategoriích.

## Vítězové a nominovaní

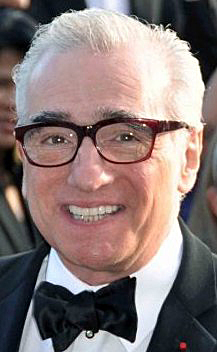
Martin Scorsese, vítěz v kategorii nejlepší režisér

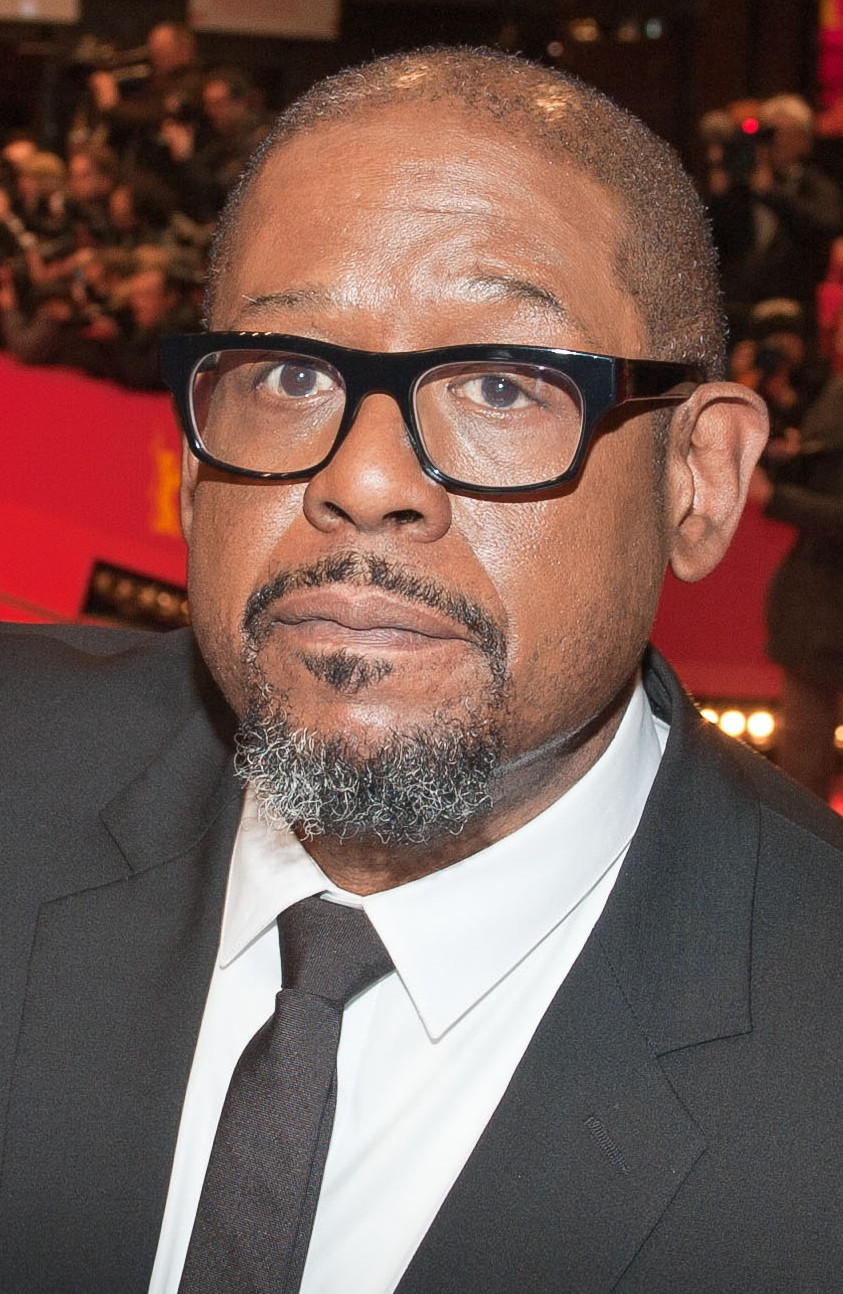
Forest Whitaker, vítěz v kategorii nejlepší mužský herecký výkon v hlavní roli

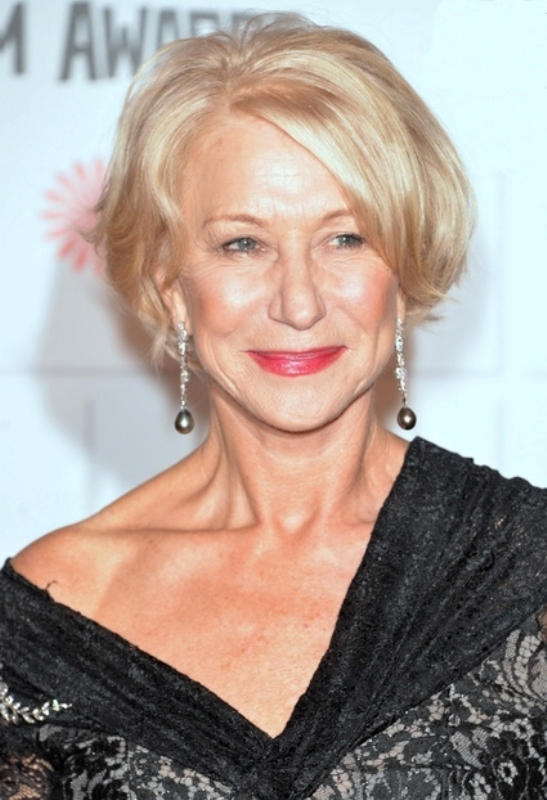
Helen Mirren, vítězka v kategorii nejlepší ženský herecký výkon v hlavní roli

### Nejlepších deset filmů:
- Borat
- Casino Royale
- Faunův labyrint
- Half Nelson
- Jako malé děti
- Královna
- Let číslo 93
- Malá Miss Sunshine
- Poslední skotský král
- Skrytá identita

### Další kategorie:
Nejlepší film: Let číslo 93
Nejlepší režisér: Martin Scorsese – Skrytá identita
Nejlepší herec v hlavní roli: Forest Whitaker – Poslední skotský král
Nejlepší herečka v hlavní roli: Helen Mirren – Královna
Nejlepší herec ve vedlejší roli: Jackie Earle Haley – Jako malé děti
Nejlepší herečka ve vedlejší roli: Cate Blanchett – Zápisky o skandálu
Nejlepší dokument: Nepříjemná pravda
Nejlepší animovaný film: Auta
Nejlepší cizojazyčný film: Faunův labyrint
Objev roku: Jennifer Hudson – Dreamgirls
Nejlepší první film: Jonathan Dayton a Valerie Faris – Malá Miss Sunshine
Není-to-tak-nejhorší film: Bobby
Nejhorší film: Základní instinkt 2